# Loxococcus rupicola
Loxococcus rupicola là loài thực vật có hoa thuộc họ Arecaceae. Loài này được (Thwaites) H.Wendl. & Drude mô tả khoa học đầu tiên năm 1875.